# Filip Ude
Filip Ude, (Čakovec, 2 de junho de 1974) é um ginasta que compete em provas de ginástica artística pela Croácia.
Filip começou a praticar a modalidade aos oito anos de idade, por acaso, descoberto por seu antigo treinador, Vukoja Maria. Aos treze passou a treinar com Igor Križimski. No entanto, os resultados de seus anos de treinamento apareceram apenas entre 2007 e 2008. Pertencente a um país sem tradição na ginástica artística, Ude depende de seus resultados para competir em mundiais e Olimpíadas, visto que a Croácia não leva uma seleção completa.
Em 2006, aos vinte anos, participou do Europeu de Volos, na Grécia, no qual encerrou em sexto lugar na final do cavalo com alças. Nas etapas da Copa do Mundo, conquistou medalhas de ouro e bronze, no solo. No ano seguinte, foi o medalhista de bronze na etapa de Maribor. Ao final de 2007, no ranking da FIG, subiu 44 posições e encerrou na 22 colocação entre os atletas inscritos na Federação.
Em 2008, atingiu resultados que o colocaram em seus primeiros pódios. No Europeu de Lausanna foi o medalhista de prata no cavalo com alças. Em agosto do mesmo ano, conquistou a prata do aparelho nos Jogos Olímpicos de Pequim, superado pelo chinês Xiao Qin e a frente do também estreante Louis Smith.